# Беллингем, Линда
Ли́нда Бе́ллингем (англ. Lynda Bellingham; 31 мая 1948, Монреаль — 19 октября 2014, Лондон) — британская актриса.
Дебютировала на экране в середине 1970-х гг., снимаясь преимущественно в телесериалах и рекламных роликах.
В России известна благодаря роли императрицы Александры в фильме Романовы. Венценосная семья (1998, роль озвучивала Инна Чурикова), получив весьма сдержанную оценку российского кинокритика:

Линда Беллингхем, при всех своих профессиональных качествах, — не Инна Чурикова и (к примеру) не Ванесса Редгрейв.

С 2007 года — одна из четырёх соведущих британского дневного ток-шоу «Loose Women». Охотно высказывалась на темы личной и общественной жизни женщины:

Каждый молодой человек должен хотя бы раз завести роман со зрелой женщиной, — полагает актриса Линда Беллингхем, 56 лет. — Зрелая женщина находится на пике своего расцвета, непривередлива и искренне хочет много хорошего секса. Именно этого хочет молодой мужчина. Итак, мы созданы друг для друга.

## Избранная фильмография
- 1974 — Откровения инструктора по автовождению — Мэри Уиндсор Дейвис
- 2000 — Романовы. Венценосная семья — императрица Александра Фёдоровна

## Награды
- Офицер ордена Британской империи (OBE, 2014)[4].